# Moldavita
A moldavita é uma rocha que foi afetada pelo impacto de um ou vários meteoritos; os fragmentos formados pelo impacto dos meteoritos, pelo calor, pelos materiais fundidos que foram jogados no ar misturado com outros minerais dá origem às moldavitas.

## Aparência
Pode ter a forma de lágrimas ou outra forma, é um vidro que contém pouca água e não é muito rígido. Algumas moldavitas possuem incrustados meteoritos ou rochas e minerais da terra. As moldavitas podem ter minerais ou rochas formados após a formação da moldavita. A moldavita pode ter furos e cavidades assim como efeitos de túneis ou canais internos.

## Ocorrência
A moldavita pode ser encontrada no sul da Alemanha e principalmente na República Tcheca.